# Montigny-sur-l'Ain
Montigny-sur-l'Ain är en kommun i departementet Jura i regionen Bourgogne-Franche-Comté i östra Frankrike. Kommunen ligger i kantonen Champagnole som tillhör arrondissementet Lons-le-Saunier. År 2022 hade Montigny-sur-l'Ain 214 invånare.

## Befolkningsutveckling
Antalet invånare i kommunen Montigny-sur-l'Ain
Referens:INSEE